# FELICS
FELICS는 Fast Efficient & Lossless Image Compression System의 약자로, 원본 무손실 JPEG 코덱보다 5배 빠르고 유사한 압축비를 달성하는 비손실 이미지 압축 알고리즘이다.

## 역사
이것은 미국 로드아일랜드주 프로비던스에 있는 브라운 대학교 컴퓨터 과학과의 폴 G. 하워드와 제프리 S. 비터가 발명했으며, 1993년 유타주 스노버드에서 열린 IEEE 데이터 압축 콘퍼런스에서 처음 발표되었다. 이것은 하드웨어에 성공적으로 구현되어 화성 정찰 위성의 HiRISE의 일부로 배치되었다.

## 원리

화소 예측 인접 영역.

연속 톤 이미지용 다른 무손실 코덱과 마찬가지로, FELICS는 이미지의 상관 제거를 통해 작동하며 엔트로피 부호기로 인코딩한다. 상관 제거는 {\displaystyle \Delta =H-L} 컨텍스트이며, 여기서
{\displaystyle H=max(P1,P2)}이고 {\displaystyle L=min(P1,P2)}이며, 여기서 {\displaystyle P1,P2}는 현재 화소 {\displaystyle P}를 코딩하기 위한 컨텍스트를 제공하는 데 사용되는 화소의 두 가장 가까운 이웃(즉, 인과적, 이미 코딩되어 디코더에서 알려진)이다.
상단 및 왼쪽 가장자리를 제외하고, 이들은 위쪽 화소와 왼쪽 화소이다.
예를 들어, 다이어그램에서 화소 X의 이웃은 A와 B이지만, X가 왼쪽에 있다면 그 이웃은 B와 D가 될 것이다.
P는 대략 절반 정도의 시간 동안 닫힌 구간 [L, H] 안에 놓인다.
그렇지 않으면 H 위에 있거나 L 아래에 있다. 이들은 각각 1, 01, 00으로 인코딩될 수 있다 (4쪽).
다음 그림은 화소와 x축을 따른 강도 값, y축을 따른 발생 빈도의 (이상화된) 히스토그램을 보여준다.

범위 [L, H] 내의 P 분포는 이 범위의 중심 {\displaystyle (L+H)/2} 근처에 작은 피크가 있는 거의 균일하다.
P가 범위 [L, H]에 속할 때, P − L은 조정된 이진 코드를 사용하여 인코딩되며, 범위 중앙의 값은 floor(log2(Δ + 1)) 비트를 사용하고 끝 부분의 값은 ceil(log2(Δ + 1)) 비트를 사용한다 (2쪽).
예를 들어, Δ = 11일 때, 0에서 11까지의 P − L 코드는 0000, 0001, 0010, 0011, 010, 011, 100, 101, 1100, 1101, 1110, 1111일 수 있다.
범위 밖에서 P는 각 측면에서 기하 분포를 따르는 경향이 있다 (3쪽).
이것은 이전 선택에 따라 매개변수가 선택된 라이스 부호를 사용하여 인코딩된다.
각 Δ와 각 가능한 라이스 부호 매개변수 k에 대해, 알고리즘은 범위 밖의 화소를 인코딩하는 데 사용되었을 총 비트 수를 추적한다.
그런 다음 각 화소에 대해, 화소의 Δ를 기반으로 라이스 부호를 선택한다.

## 개선 사항
FELICS 개선 사항에는 Δ를 추정하고 k를 추정하는 방법이 포함된다.
예를 들어, 하워드와 비터의 기사는 상대적으로 평평한 영역(작은 Δ, 특히 L = H인 경우)에 일부 노이즈가 있을 수 있으며, 이러한 영역에서 압축 성능은 간격을 넓혀 유효 Δ를 증가시킴으로써 향상된다는 것을 인식한다.
또한 주어진 Δ에 대해 최적의 k를 지금까지 관찰된 모든 예측 잔차의 평균을 기반으로 추정하는 것도 가능하며, 이는 각 k에 사용된 비트 수를 계산하는 것보다 빠르고 메모리를 적게 사용한다.

## 같이 보기
- JPEG-LS
- PNG
- 교환 이미지 파일 형식 - 교환 이미지 파일 형식
- 김프
- 이미지 압축
- 이미지 파일 형식
- 그래픽 파일 형식 비교